# Exostema rupicola
Exostema rupicola är en måreväxtart som beskrevs av Ignatz Urban. Exostema rupicola ingår i släktet Exostema och familjen måreväxter. Inga underarter finns listade i Catalogue of Life.